# 불후의 명곡
《불후의 명곡》은 KBS 2TV에서 방송되는 음악 프로그램이다.

## 역사
초창기에는 출연자들을 아이돌로 한정하여 경합 하다가 《불후의 명곡 2》로 독립한 후에는 실력파 가수 위주로 경연하고 있다. 처음에는 《나는 가수다》와 달리 경연 후 음원을 공개하지 않았지만 2012년 2월 4일부터 멜론 등 각종 음악 사이트를 통해 공개하기 시작하였다. 당초 《자유선언 토요일》 2부로 편성되었다가 2012년 4월 7일부터 2020년 8월 15일까지 부분 개편으로 《불후의 명곡 - 전설을 노래하다》로 제목이 변경되었으며, 프로그램도 독립 편성하였다. 2020년 8월 22일부터 《불후의 명곡》으로 제목이 변경되었다.

## 방송 시간
| 방송 채널 | 방송 기간                         | 방송 시간                    | 방송 시간                    | 비고                             |
| --------- | --------------------------------- | ---------------------------- | ---------------------------- | -------------------------------- |
| KBS 2TV   | 2011년 6월 4일 ~ 2012년 3월 31일  | 매주 토요일 저녁 6:15 ~ 7:55 | 매주 토요일 저녁 6:15 ~ 7:55 | 자유선언 토요일 2부 코너 편성    |
| KBS 2TV   | 2012년 4월 7일 ~ 2014년 5월 17일  | 매주 토요일 저녁 6:15 ~ 7:55 | 매주 토요일 저녁 6:15 ~ 7:55 | 독립 편성                        |
| KBS 2TV   | 2014년 5월 24일 ~ 2017년 1월 21일 | 매주 토요일 저녁 6:05 ~ 7:55 | 매주 토요일 저녁 6:05 ~ 7:55 | 독립 편성                        |
| KBS 2TV   | 2017년 1월 28일 ~ 2017년 5월 27일 | 매주 토요일 저녁 6:00 ~ 7:55 | 매주 토요일 저녁 6:00 ~ 7:55 | 독립 편성                        |
| KBS 2TV   | 2017년 6월 3일 ~ 2021년 6월 26일  | 1부                          | 매주 토요일 저녁 6:05 ~ 6:55 | 분리 편성                        |
| KBS 2TV   | 2017년 6월 3일 ~ 2021년 6월 26일  | 2부                          | 매주 토요일 저녁 6:55 ~ 7:55 | 분리 편성                        |
| KBS 2TV   | 2021년 7월 3일 ~ 2022년 2월 26일  | 매주 토요일 저녁 6:05 ~ 7:55 | 매주 토요일 저녁 6:05 ~ 7:55 | 통합 편성 (60분 지상파 중간광고) |
| KBS 2TV   | 2024년 2월 10일 ~ 현재            | 매주 토요일 저녁 6:05 ~ 7:55 | 매주 토요일 저녁 6:05 ~ 7:55 | 통합 편성 (60분 지상파 중간광고) |
| KBS 2TV   | 2022년 3월 5일 ~ 2024년 2월 3일   | 매주 토요일 저녁 6:10 ~ 8:05 | 매주 토요일 저녁 6:10 ~ 8:05 | 통합 편성 (60분 지상파 중간광고) |

## 제작진
- 프로듀서 : 박민정
- 연출 : 박형근, 김성민, 박영광, 박성하
- 작가 : 임기홍, 김지은, 진정은, 이보람, 김소담, 이수빈, 김연주, 박은솔, 김에스더
- 제작대행 : 봄 미디어(김성수, 이진익, 김향경, 김혜진, 박선영, 강나영, 김범진, 조윤채)
- FD : 김서희, 유지원, 이하람

## 진행자

### 현재 MC
- 신동엽 (2011년 ~ 현재)

#### 대기실 진행
- 김준현 (2020년 ~ 현재)
- 이찬원 (2021년 ~ 현재)

### 과거 MC

#### 대기실 진행
- 김구라 (2011년 ~ 2012년)
- 전현무 (2012년)
- 이수근 (2012년)
- 박현빈 (2013년)
- 은지원 (2013년 ~ 2014년)
- 윤민수 (2015년 ~ 2016년)
- 황치열 (2017년 ~ 2018년)
- 문희준 (2011년 ~ 2020년)
- 정재형 (2012년 ~ 2020년)
- 김태우 (2018년 ~ 2021년)
- 신유 (2021년)
- 김신영 (2020년 ~ 2021년)

#### 보조 MC
- 문희준 : 2011년 9월 17일 ~ 2011년 9월 24일
- 린 : 2012년 7월 21일 ~ 2012년 7월 28일

#### 대기실
- 박한별 : 2012년 7월 7일
- 테이 : 2018년 7월 21일
- 나태주 : 2021년 9월 18일
- 박지원 : 2021년 10월 9일 ~ 10월 23일, 11월 6일, 11월 27일 ~ 12월 4일
- 이찬원 : 2021년 10월 30일
- 영탁 : 2021년 11월 13일
- 장민호 : 2021년 11월 20일, 2022년 7월 9일
- 라비 : 2021년 12월 11일
- 조우종 : 2022년 1월 1일
- 호시 : 2022년 5월 28일
- 황치열 : 2022년 6월 25일
- 조민규 : 2023년 7월 15일, 2023년 7월 22일
- 박현빈 : 2023년 8월 26일, 2025년 1월 25일
- 박경림 : 2025년 3월 8일
- 최정훈 : 2025년 8월 2일, 2025년 8월 9일

#### 그 외
- 강민경 : 2012년 5월 12일
- 홍경민 : 2012년 8월 11일
- 은지원 : 2013년 7월 13일
- 미르 : 2013년 7월 20일
- 이도현 : 2024년 10월 5일

## 경연 방식

### 진행 순서
1. 전설의 가수 오프닝 공연 (작사가, 작곡가의 경우는 안함)
2. 경합 (전설의 가수의 감상평과 명곡 판정단의 투표 포함)
3. 최종 우승자 결정

### 경연 규칙 변화
1회
1. 당사자를 제외한 나머지 5명이 점수를 매긴다.
2. 순위대로 전설의 노래 우선 선택권을 가진다. (1차 경합에서 순위가 높을수록 전설을 모시고 펼치는 본격적인 2차 경합에서 원하는 노래를 선택해서 부를 수 있다. 다만 1차 경합에서 경연 했던 노래는 다시 부를 수 없다.)
3. 2차 경합은 승자가 다음 가수와 붙는 승자 연승 방식이다. (평가단은 누가 노래를 잘 했느냐가 아닌 마음을 움직인 노래를 선택)

2회 ~ 3회
1. 당사자를 제외한 나머지 5명이 무기명으로 점수를 매긴다.
2. 1차 경합 1등을 한 가수는 2차 경합 본인의 순서를 정할 수 있다. (1등을 제외한 나머지 가수들은 순서 무작위)

4회 ~ 5회
1. 200명의 명곡판정단의 평가로 1차 경합 순위 결정.
2. 1위에게만 주어지는 경합 순서 결정권.
3. 1차 경합 무대 순서는 사다리로 결정.

6회 ~ 7회
1. 2차 경합 곡 선택을 제일 먼저함
2. 우승자에게 트로피 수여
  1. 명곡 판정단의 투표를 통해 순위 결정. (1차 경합 투표 시, 터치 스크린 투표기 도입)
  2. 1위에게만 본 경연에 순서를 정할 수 있는 기회 부여.
  3. 1차 경합 무대 순서는 사다리로 결정.

10회 ~ 15회
1. 라이벌 경합 : KBS 홈페이지 라이벌전 투표를 통해서 서로 어울리는 라이벌을 선정하여 1:1 방식으로 1차 경합을 한다.
2. 1차 경합 우승자 선정 방식 : 각 라운드 별로 승자를 뽑은 뒤 중앙선거관리위원회가 개발한 터치 스크린 투표기로 3명의 후보자 중 자신을 감동 시킨 단 한 명의 가수를 선택
3. 1차 경합 우승자는 본 경합에서 자신이 원하는 순서에 노래를 부를 수 있다.

18회 ~ 19회
1. 우승자의 혜택 : 본인이 원하는 순서에 언제든지 나와서 노래를 부를 수 있다.

71회 ~ 139회
1. (미리 2개의 공을 뽑아 2명의 출연자를 함께 공개)

140회 ~ 141회첫 번째 가수만 MC가 공을 뽑고 그 첫 번째 가수가 대결하고 싶은 두 번째 가수를 지목하며, 대결에서 이긴 가수가 다시 다음 가수를 지목하는 형식으로 진행된다.
142회 ~ 현재방송분에 따라서 한 명씩 뽑거나 두 명을 동시에 뽑는다.

## 수상 경력
- 2012년 KBS 연예대상
  - 대상 : 신동엽
- 2013년 KBS 연예대상
  - 최고 엔터테이너상 : 문희준
- 2014년 KBS 연예대상
  - 베스트 팀워크상
  - 방송작가상 : 김지은
- 2015년 KBS 연예대상
  - 쇼.오락 부문 최고 엔터테이너상 : 홍경민
- 2016년 KBS 연예대상
  - 토크&쇼 최우수상 : 정재형
- 2018년 KBS 연예대상
  - 토크&쇼 최우수상 : 문희준
- 2019년 KBS 연예대상
  - 프로듀서 특별상 : 신동엽
  - 쇼·오락 부문 우수상 : 김태우
- 2020년 KBS 연예대상
  - 올해의 스태프상 : 장지원
- 2022년 KBS 연예대상
  - 인기상 : 잔나비
  - 쇼·버라이어티 부문 우수상 : 이찬원
  - 시청자가 뽑은 최고의 프로그램상
  - 올해의 예능인상 : 신동엽
  - 대상 : 신동엽
- 2023년 KBS 연예대상
  - 쇼·버라이어티 부문 남자 최우수상 : 김준현
  - 올해의 예능인상 : 신동엽
  - 시청자가 뽑은 최고의 프로그램상
- 2024년 KBS 연예대상
  - 최고의 프로그램상 : 불후의 명곡
  - 올해의 예능인상 : 이찬원
  - 대상 : 이찬원

## 편성 변경 및 결방 사유
2012년
- 7월 14일 : 올림픽 축구 국가대표 친선경기 대한민국 VS 뉴질랜드 중계방송으로 인한 결방
- 8월 4일 : 2012 런던 올림픽 중계방송으로 인한 결방

2014년
- 4월 19일 ~ 5월 17일 : 세월호 침몰 사고로 인한 결방
- 9월 27일 : 2014 인천 아시안게임 야구 준결승전 대한민국 VS 중국 중계방송으로 인한 결방

2016년
- 8월 13일 : 리우 올림픽 중계방송으로 인해 저녁 5시 45분에 방송

2017년
- 11월 25일 : KBS 파업으로 인해 재방송으로 대체

2018년
- 2월 10일 : 평창 동계 올림픽 중계방송으로 인해 오후 4시 40분에 방송
- 2월 17일 : 평창 동계 올림픽 중계방송으로 인해 오후 4시 45분에 방송
- 2월 24일 : 평창 동계 올림픽 중계방송으로 인해 저녁 5시 30분에 방송
- 3월 3일 : 공사 창립 특집 편성으로 인해 저녁 5시 35분에 방송
- 6월 16일 : 2018 러시아 월드컵 조별리그 C조 1경기 프랑스 VS 호주 중계방송으로 인한 결방
- 6월 23일 : 2018 러시아 월드컵 조별리그 F조 2경기 대한민국 VS 멕시코 중계방송으로 인해 저녁 5시 35분에 방송
- 9월 1일 : 자카르타-팔렘방 아시안 게임 야구 결승, 농구 결승, 축구 결승 중계방송으로 인한 결방
- 10월 20일 : KBS 스포츠 2018년 KBO 리그 준플레오프 2차전 키움 히어로즈 VS 한화 이글스 중계방송으로 인해 저녁 6시 40분에 방송
- 11월 17일 : 축구대표팀 평가전 대한민국 VS 호주 중계방송으로 인한 결방

2019년
- 3월 30일 : 저녁 5시 55분에 방송
- 4월 20일 ~ 4월 27일 : 불후의 명곡 400회 특집을 맞아서 일본 지바현 소재 마쿠하리 메세에서 제작된 에피소드를 방송
- 10월 26일 : KBS 스포츠 2019년 KBO 리그 한국시리즈 4차전 두산 베어스 VS 키움 히어로즈 중계방송으로 인해 저녁 7시에 방송
- 12월 28일 : 이미자 노래인생 60년을 맞아 KBS홀에서 송년특집을 진행

2020년
- 1월 25일 : 설특집 프로그램 편성으로 인해 저녁 6시에 방송

2021년
- 2월 13일 : 설특집 프로그램 편성으로 인해 오후 4시 45분에 방송
- 7월 24일 ~ 7월 31일 : 2020 도쿄 올림픽 중계방송으로 인한 결방
- 12월 18일 ~ 12월 25일 : 2021 불후의 명곡 왕중왕전 특집을 맞아 일산 킨텍스에서 제작된 에피소드를 방송

2022년
- 2월 5일 : 저녁 5시 20분에 방송
- 2월 12일 ~ 2월 19일 : 2022 베이징 동계 올림픽 중계방송으로 인한 결방
- 11월 5일 : 이태원 압사 사고로 인한 결방

2023년
- 7월 15일 : 2023 KBO 프로야구 올스타전 중계방송 결방 취소로 평상시 정규편성으로 대체
- 9월 30일 : 2022 항저우 아시안 게임 중계방송으로 저녁 5시에 방송
- 10월 7일 : 2022 항저우 아시안 게임 중계방송으로 인한 결방

2024년
- 7월 27일 ~ 8월 10일 : 2024 파리 올림픽 중계 방송으로 인한 결방

2025년
- 1월 4일 : 제주항공 2216편 활주로 이탈 사고로 인한 국가애도기간으로 결방
- 7월 26일 : 하이라이트 방송으로 대체.

## 같이 보기
- 복면가왕 (MBC TV)
- 트롯신이 떴다 (SBS TV)
- 로또싱어, 보이스트롯, 현역가왕 (MBN)
- 내일은 미스트롯, 내일은 미스터트롯, 내일은 국민가수 (TV조선)
- 싱어게인, 히든싱어, 팬텀싱어 (JTBC)
- 나는 트로트 가수다 (MBC 에브리원)